# Keita Tanaka
Keita Tanaka (田中 恵太 Tanaka Keita?), född 26 december 1989 i Tokyo prefektur, är en japansk fotbollsspelare.
Tanaka började sin karriär 2012 i AC Nagano Parceiro. 2015 flyttade han till FC Ryukyu. 2017 flyttade han till Mito HollyHock. 2017 blev han utlånad till FC Ryukyu. Han gick tillbaka till Mito HollyHock 2018. 2019 flyttade han till FC Ryukyu.